# Czubatka (Podzamcze)

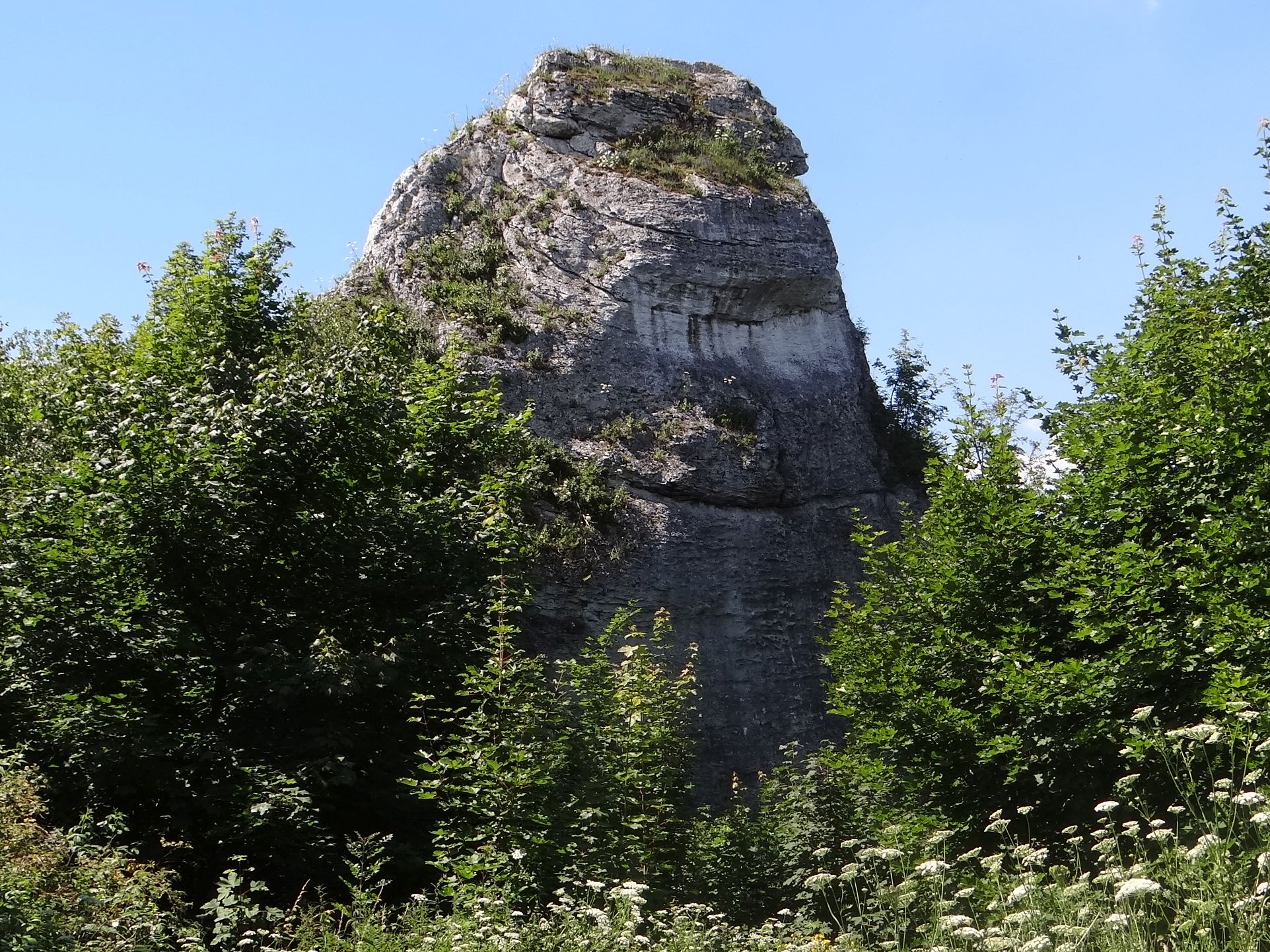
Czubatka od wschodu

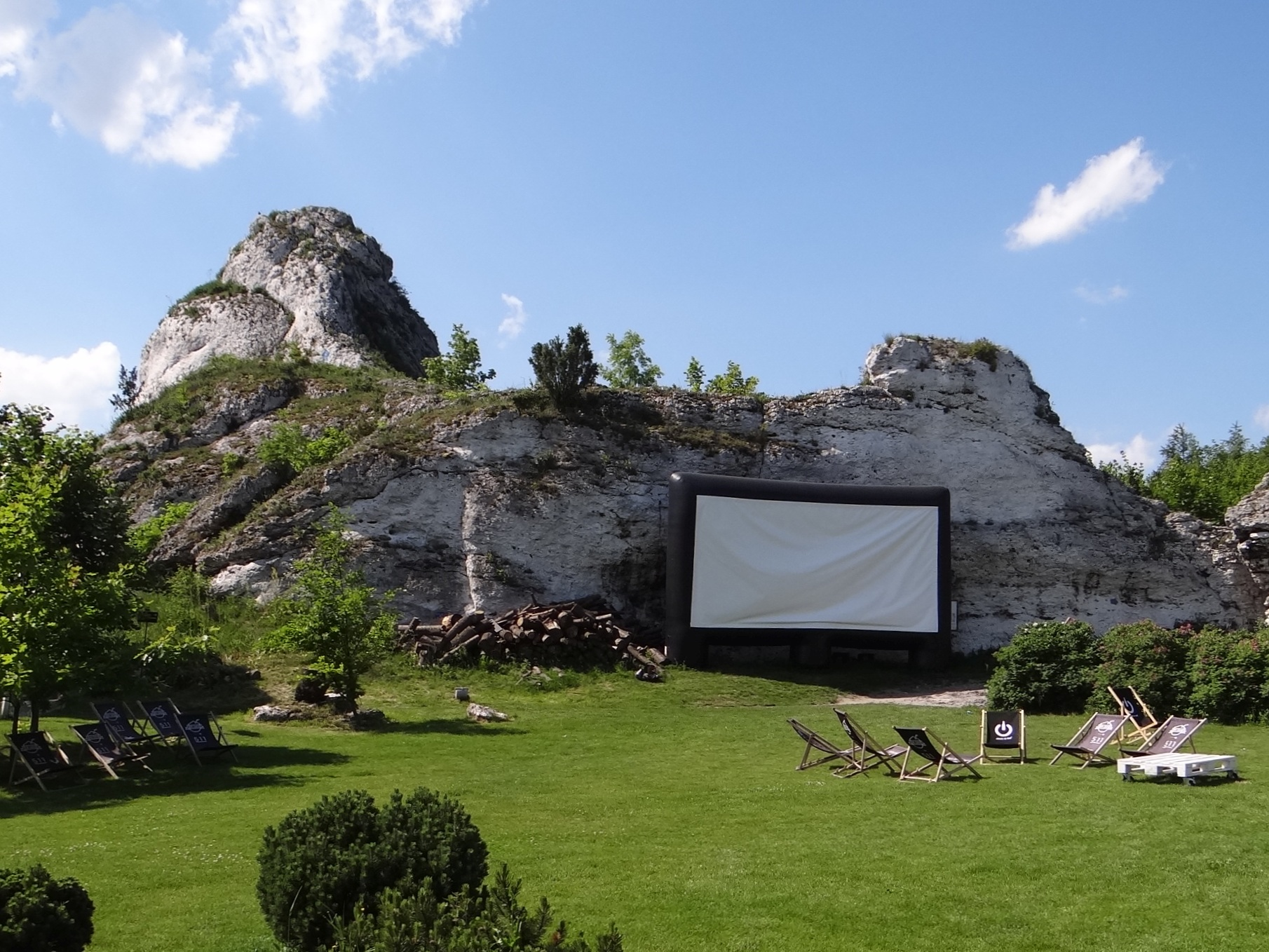
Czubatka, Bigos i Wrota

Czubatka lub Skała 504 – skała w miejscowości Podzamcze w województwie śląskim, w powiecie zawierciańskim, w gminie Ogrodzieniec. Znajduje się przy hotelu na szczycie Góry Zamkowej (Janowskiego) i jest najwyższym wzniesieniem na całej Wyżynie Krakowsko-Częstochowskiej. Według najnowszych pomiarów ma wysokość 515,5 m n.p.m. Dawniej podawano jej wysokość 504 m, stąd też używana przez wspinaczy skalnych nazwa Skała 504.
Zbudowana jest z wapieni i opada połogimi i pionowymi ścianami o wysokości 12–20 m.

## Drogi wspinaczkowe
Wśród wspinaczy skalnych Czubatka cieszy się dużą popularnością. Zaliczają ją do grupy Cim na Podzamczu i wspinają się na jej północno-wschodniej, połogiej i pionowej ścianie. Poprowadzili na niej 7 dróg wspinaczkowych o trudności od IV do VI.2 w skali Kurtyki. Mają zamontowane stałe punkty asekuracyjne: ringi (r), stanowisko zjazdowe (st) lub dwa ringi zjazdowe (drz).
1. Chłopaki nie płacą; 7r + st, VI.1+, 18 m
2. Prawie jak w piachach; 8r + st, VI.1+, 18 m
3. Big Cyc; 8r + st, VI.2, 18 m
4. 220 kV; drz, V, 20 m
5. Ani grosza!; 6r + st, V-, 16 m
6. Lewa rysa; drz, IV, 10 m
7. Prawa rysa; drz, IV, 10 m[2].